# Water/Glass
Water/Glass (dosł. woda/szkło) – willa autorstwa japońskiego architekta Kengo Kuma znajdująca się w Atami w prefekturze Shizuoka. 
Trzypiętrowy budynek o powierzchni 1281,21 m² posiada konstrukcję z żelbetu i stali. Został ukończony w marcu 1995 roku. Jego projekt został zainspirowany przez Brunona Tauta i jego uwagi na temat cesarskiej willi Katsura. Taut wyrażał podziw nad wkomponowaniem willi w krajobraz i zwracał uwagę na rolę, jaką odegrały w tym okapy dachu i bambusowe werandy. Celem Kumo było osiągnięcie podobnego zjednoczenia architektury z naturą. Warstwa wody pokrywająca krawędzie budynku symbolizuje werandy, a stalowe elementy dachu, tworzące interesujące cienie – okapy. 